# Francis R. Nicosia
Francis R. Nicosia, född 29 oktober 1944 i Philadelphia, Pennsylvania, död 21 november 2023 i Burlington, Vermont, var en amerikansk historiker och professor i historia vid University of Vermont. År 2008 hedrades han med titeln Raul Hilberg Distinguished Professorship of Holocaust Studies.